# Jernladyen
Jernladyen er en britisk biografisk film, der handler om Margaret Thatchers liv. Filmen er instrueret af Phyllida Lloyd. Thatcher bliver primært spillet af Meryl Streep, men også, som ung, af Alexandra Roach. Filmen fik blandede anmeldelser, men Streeps skuespil blev rost, og hun vandt priserne for bedste kvindelige hovedrolle ved Golden Globe-, BAFTA Award- og Oscaruddelingen 2012.
For at forberede sig til sin rolle i filmen, havde Streep deltaget ved møder i Underhuset, for at observere britiske parlamentsmedlemmer i arbejde. Flere optagelser fandt sted i Manchesters rådhus, der ofte bruges til film der indeholder Palace of Westminster, på grund af de arkitektoniske ligheder. Maryl Streep har sagt om sin rolle at: "Udsigten til at udforske områder af denne bemærkelsesværdige kvindes historie er en skræmmende og spændende udfordring. Jeg forsøger at nærme mig rollen med så stor iver, glød og opmærksomhed på detaljer, som den virkelige Lady Thatcher har – Jeg kan kun håbe, at min udholdenhed vil begynde at nærme sig hendes egen."
Optagelserne til filmen begyndte 31. december 2010, og filmen fik premiere i Australien i slutningen af 2011.

## Modtagelse
Filmens beskrivelse af Thatcher er blevet kritiseret af hendes børn, Mark og Carol Thatcher, der er blevet citeret for at sige at "det lyder som en eller anden venstreorienteret fantasi." Karen Sue Smith fra America Magazine har advaret om, at den ikke er historisk korrekt. Stuart Jeffries fra den britiske venstreorienterede avis The Guardian viste forsigtig optimisme omkring at det var en ikke-britisk skuespiller, der skulle spille Thatcher, men udtrykte bekymring over, at filmens "narrative bane" ville give "vrede over hvad Thatcher, økonomiødelægger og krigsmager, havde gjort for Storbritannien" til fordel for et "eksklusivt fokus på Thatcher som en kvinde triumferende mod alle odds."
The Mail on Sunday rapporterede i august 2011, at publikummet ved en testvisning af den ufærdige film, havde vist bekymring over filmens skildring af Margaret Thatchers svagelige helbred i de seneste år. Dette synspunkt blev også delt i medierne efter filmens udgivelse. Daily Telegraph rapporterede i januar 2012 at "det er umuligt ikke at blive foruroliget af hendes skildring af Lady Thatchers fald til Demensen" som del af en artikel med overskriften "Jernladyen afspejler samfundets ufølsomme holdning til mennesker med demens."
Også i Danmark var anmeldelserne af filmen også blandede, mens der var overvejende enighed om Meryl Streeps præstation. Louise Kidde Sauntved fra Berlingske Tidende roste Meryl Streeps præstation, men sagde at "Phyllida Lloyd er langt mere interesseret i historien om den gamle dame, der ser tilbage og tilsyneladende fortryder, at hun brugte for megen tid på sit utaknemmelige land og for lidt på sin familie" og tilføjer at dette er " fri fantasi fra manuskriptforfatterens side – og derfor burde have haft mindre plads i en biografisk film." Johs. H. Christensen gav filmen 4 ud af 6 stjerner i Jyllandsposten og sagde at "både manuskriptet og Meryl Streeps fine, nænsomme solidaritet med sin person afværger indvendinger. Fru Thatchers skæbne bliver faktisk bevægende, men ikke medynkvækkende." Politikens Søren Vinterberg gav filmen fire ud af seks stjerner og sagde at filmen "er og bliver et politisk og biografisk illusionsnummer" og at "æren for, at kunststykket lykkes, må Lloyd og Morgan dele med Meryl Streep."
For sin præstation vandt Meryl Streep en Oscar for bedste kvindelige hovedrolle, en Golden Globe og en BAFTA-pris. Filmen vandt også en Oscar for bedste makeup.